# Église paroissiale de la ville de Graz
L'église catholique romaine du Saint-Sang, ou église paroissiale de la ville de Graz en abrégé, est située dans le quartier Innere Stadt de Graz en Autriche. Elle se trouve sur la très centrale avenue Herrengasse.

## Histoire

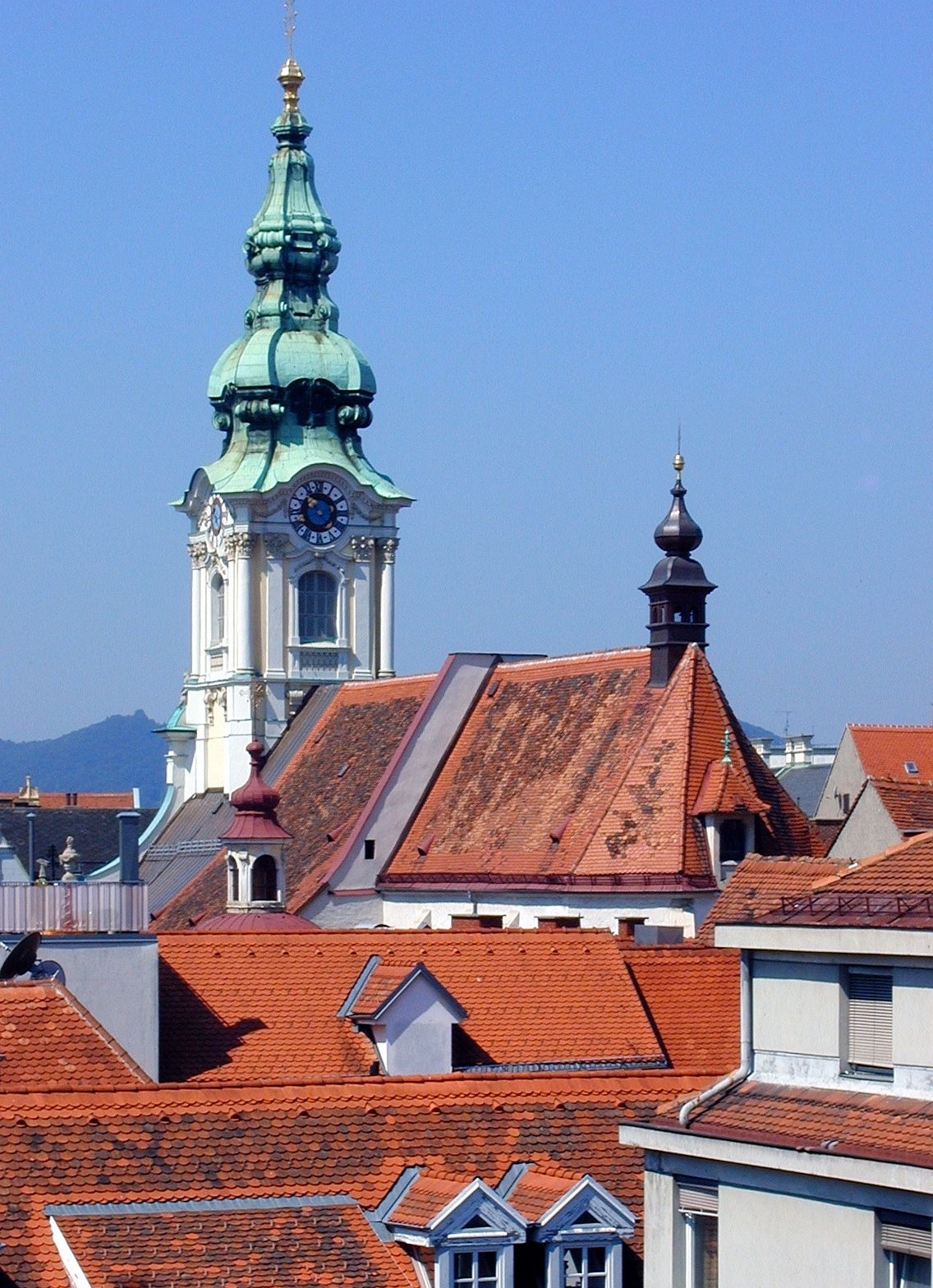
Tour et toit de l'église paroissiale, vus du lycée académique de Graz

La première église sur ce site a été construite en 1440 sur proposition de l'empereur Frédéric III. Cette ancienne chapelle Corporis Christi fut donnée à l'Ordre dominicain un quart de siècle après son achèvement. À partir de 1478, ils agrandirent la petite chapelle à trois travées pour y inclure une salle de chœur allongée ; elle ne fut achevée qu'en 1520. Depuis l'église paroissiale de St. Ägyd (aujourd'hui la cathédrale de Graz) fut cédée à l'ordre des Jésuites et une nouvelle église paroissiale était donc nécessaire, les Dominicains la construisirent en 1585 sur ordre de l'archiduc Charles II.

## Conception

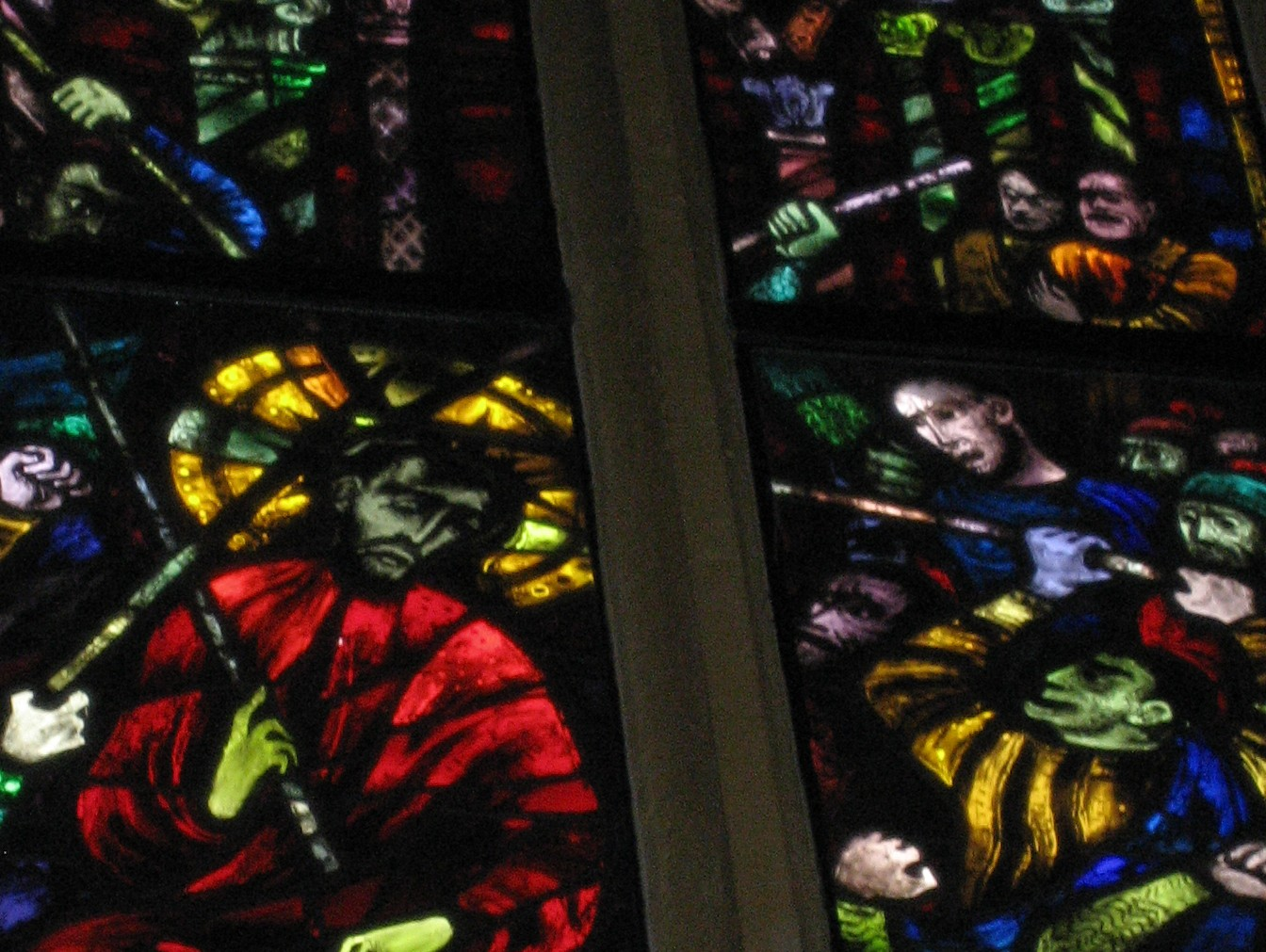
Fenêtre du chœur, Hitler et Mussolini en haut à droite

Alors que la salle principale de l'église se caractérise architecturalement par le gothique typique de l'ordre mendiant, la façade a ensuite été conçue dans le style baroque (la tourelle sur le toit avec un bulbe en cuivre date de 1780). Au XIXe siècle, les autels baroques furent remplacés par des autels néo-gothiques. Il ne reste que la chapelle baroque Jean Népomucène de Josef Hueber et l'ancien retable de l'Assomption de la Vierge, attribué au peintre vénitien Le Tintoret.

## Vitraux
Les vitraux gothiques ont été détruits pendant la Seconde Guerre mondiale. Albert Birkle, un artiste de Salzbourg dont l'art était considéré comme dégénéré sous le Troisième Reich, fut chargé de les redessiner. Ses thèmes principaux étaient la résurrection et la souffrance de Jésus, mais ses vitraux firent un scandale dans les années 1950 car ils montraient Hitler et Mussolini aux côtés des bourreaux du Christ. C'est la seule église au monde qui représente les deux dictateurs.

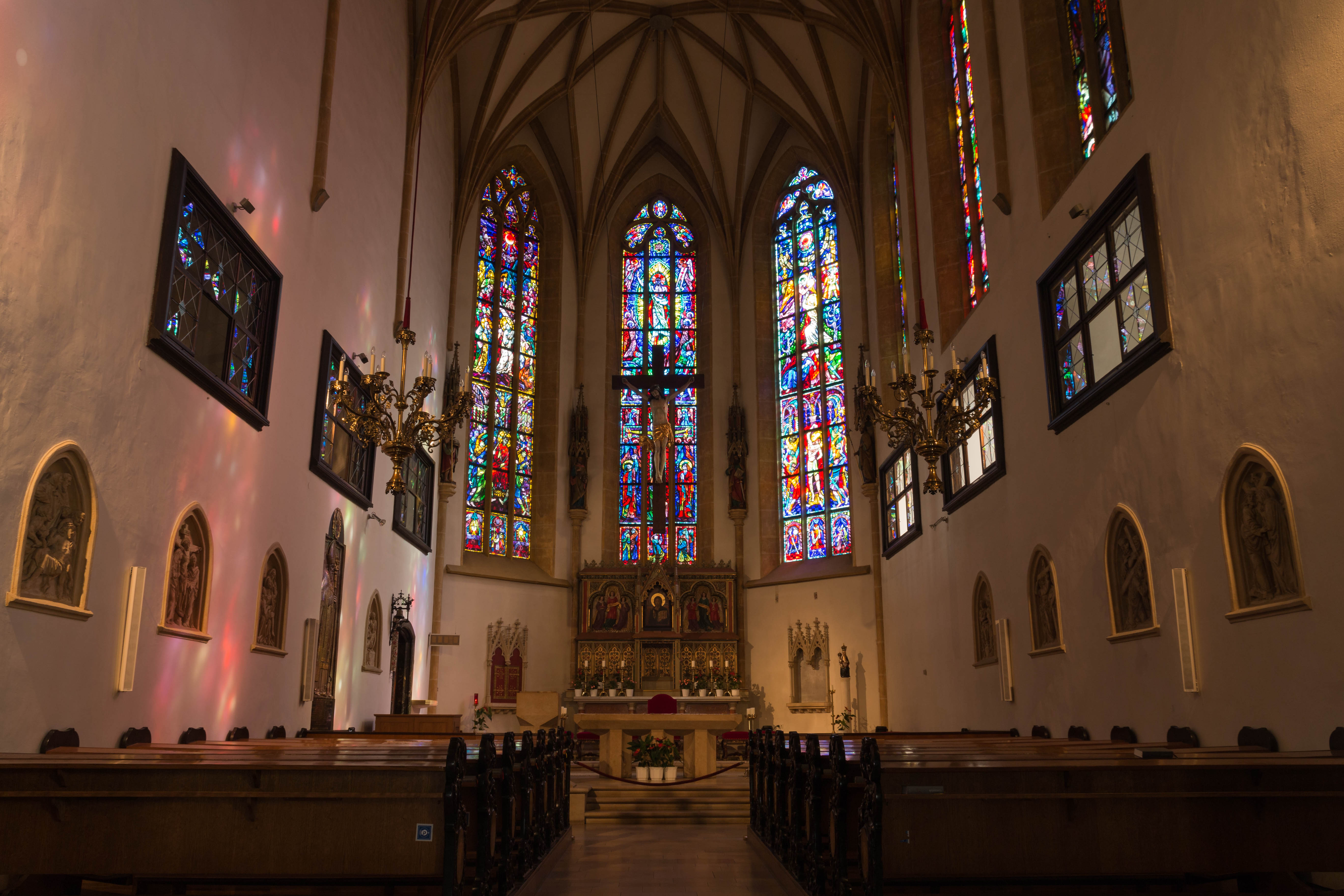
Choeur de l'église paroissiale de la ville
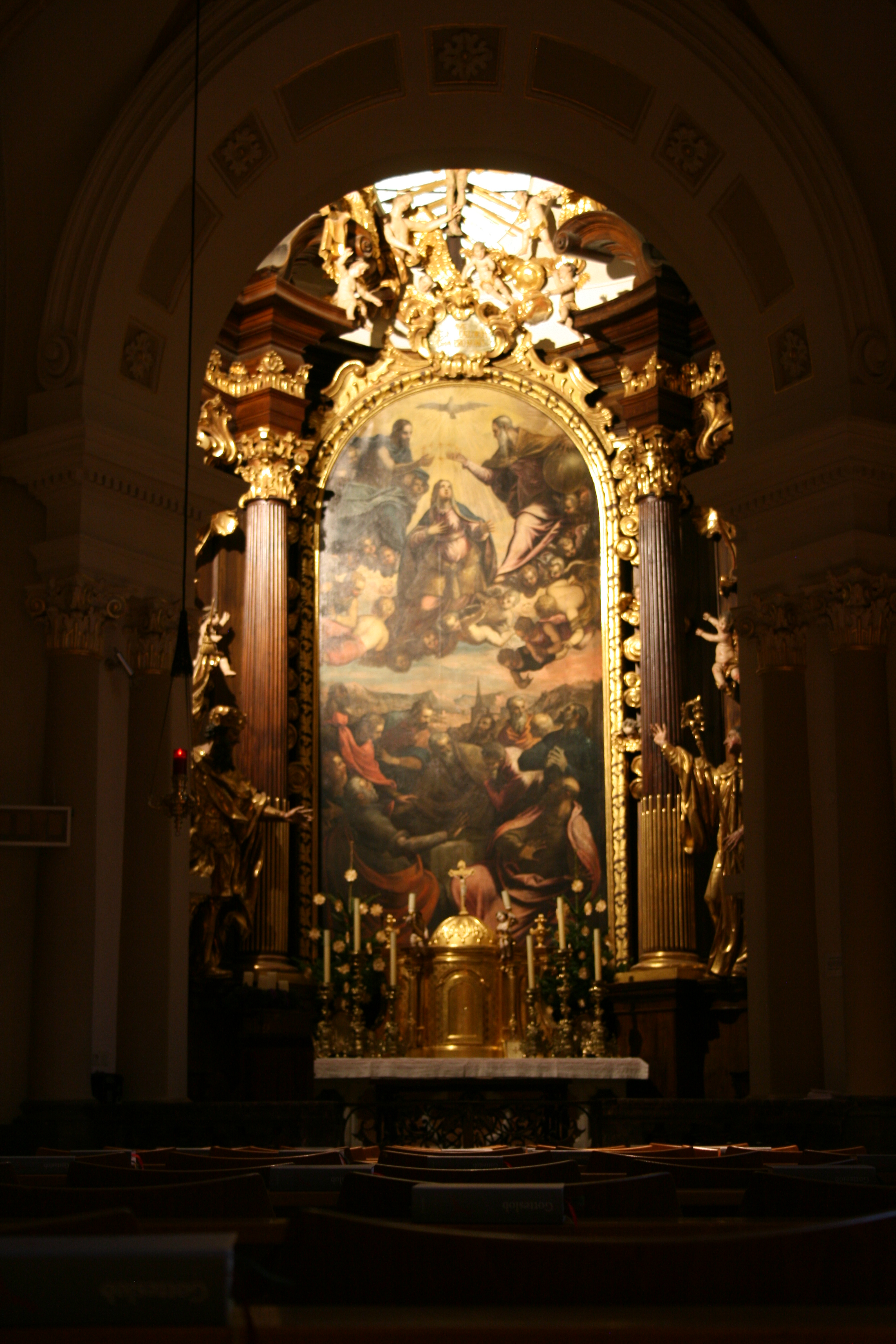
Autel latéral
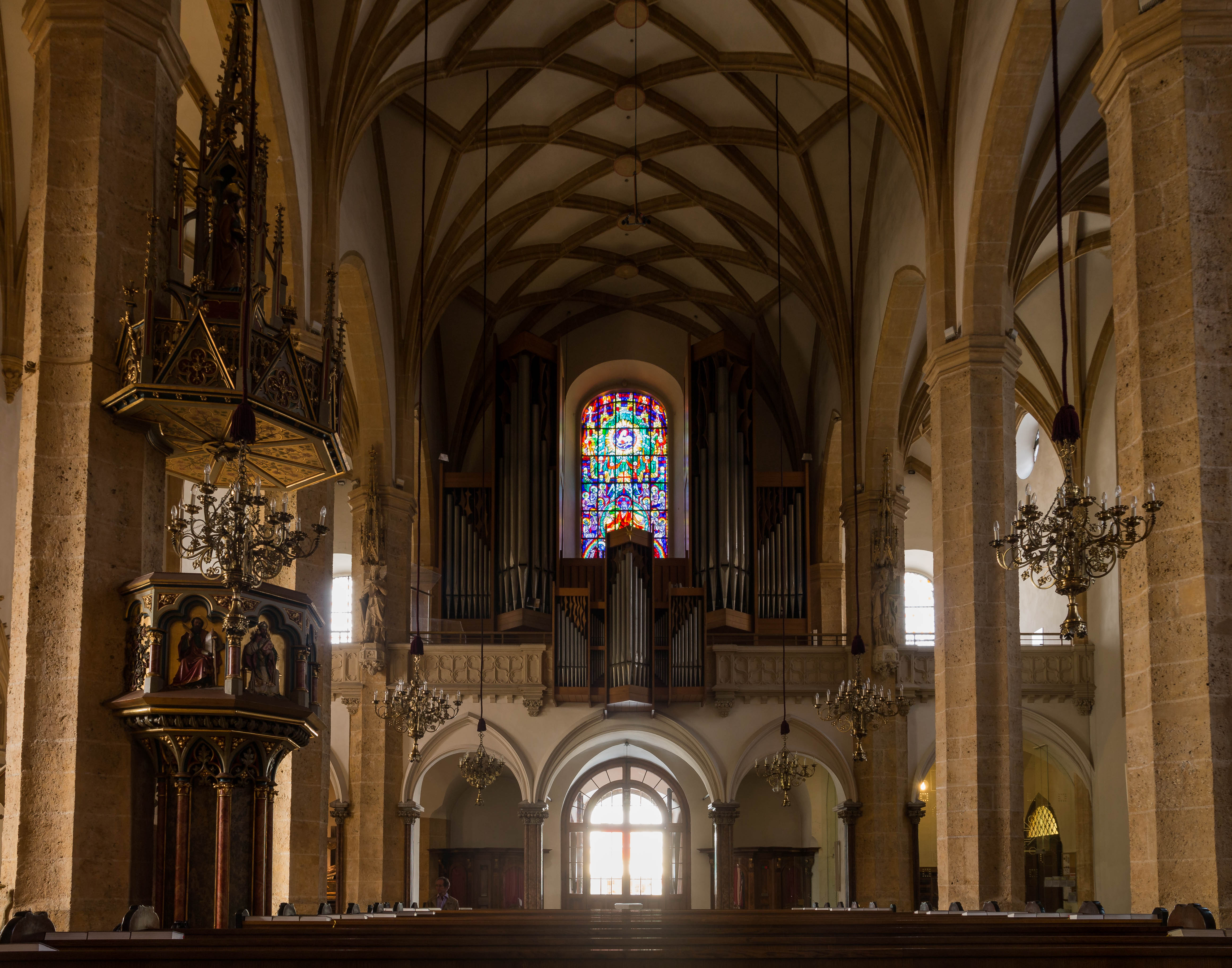
Vue à travers la nef jusqu'à l'orgue

## Orgue
Le grand orgue a été achevé en 1970 par le facteur d'orgue Rieger. Il remplace un orgue construit par Matthäus Mauracher en 1900.

## Liens
- Site Internet de l'église paroissiale de la ville
- Images des œuvres d'art de l'église

## Source de traduction
- (de) Cet article est partiellement ou en totalité issu de l’article de Wikipédia en allemand intitulé « Grazer Stadtpfarrkirche » (voir la liste des auteurs).